# Habenaria juruenensis
Habenaria juruenensis är en orkidéart som beskrevs av Frederico Carlos Hoehne. Habenaria juruenensis ingår i släktet Habenaria och familjen orkidéer. Inga underarter finns listade i Catalogue of Life.